# Calcio Sant'Elena Quartu 1983-1984
Questa voce raccoglie le informazioni riguardanti laSant'Elena Quartu Calcio nelle competizioni ufficiali della stagione 1983-1984.

## Rosa
| N. |                   | Ruolo | Calciatore     |
| -- | ----------------- | ----- | -------------- |
|    | Italia (bandiera) | C     | Alfonso Alampi |
|    | Italia (bandiera) | C     | Dino Appolloni |
|    | Italia (bandiera) | C     | Elio Biondi    |
|    | Italia (bandiera) | C     | Giuseppe Cao   |

|-
|
|
|A
|Claudio Cordova 

|-
|
|
|D
|Luigi Depau 

|-
|
|
|C
|Fabio Di Cosimo 

|-
|
|
|A
|Roberto  Fella 

|-
|
|
|D
|Antonello Gariazzo 

|-
|
|
|A
|Emanuele Gattelli 
|}
|
| N. |                   | Ruolo | Calciatore         |
| -- | ----------------- | ----- | ------------------ |
|    | Italia (bandiera) | D     | Ignazio Leschio    |
|    | Italia (bandiera) | J     | Roberto Lintas     |
|    | Italia (bandiera) | C     | Giuseppe Martinez  |
|    | Italia (bandiera) | D     | Angelo Miele       |
|    | Italia (bandiera) | A     | Mario Mureddu      |
|    | Italia (bandiera) | P     | Giuseppe Nioi      |
|    | Italia (bandiera) | D     | Marcello Ottaviani |
|    | Italia (bandiera) | D     | Luciano Porru      |
|    | Italia (bandiera) | C     | Carmelo Prestileo  |
|    | Italia (bandiera) | A     | Antonio Saturno    |
|    | Italia (bandiera) | P     | Davide Marfella    |
|    | Italia (bandiera) | P     | Stefano Vavoli     |

|}